# Liga ACB 2008-09
La temporada 2008-09 de la Liga ACB fue una temporada convulsa en sus inicios, porque el Akasvayu Girona tuvo que abandonar la competición el 25 de julio de 2008 por problemas económicos y además la ACB tuvo que inscribir al Obradoiro CAB, aunque finalmente el torneo sólo sería disputado por 17 equipos, ya que el conjunto gallego no se incorporaría al mismo hasta la temporada 2009-10.

## Liga regular

### Clasificación
| Pos | Equipo                   | J  | G  | P  | PF   | PC   |
| --- | ------------------------ | -- | -- | -- | ---- | ---- |
| 1   | TAU Cerámica             | 32 | 28 | 4  | 2865 | 2464 |
| 2   | Regal FC Barcelona       | 32 | 26 | 6  | 2601 | 2278 |
| 3   | Unicaja Málaga           | 32 | 24 | 8  | 2668 | 2325 |
| 4   | Real Madrid CF           | 32 | 23 | 9  | 2690 | 2528 |
| 5   | DKV Joventut Badalona    | 32 | 22 | 10 | 2647 | 2525 |
| 6   | Kalise Gran Canaria      | 32 | 20 | 12 | 2566 | 2487 |
| 7   | Pamesa Valencia          | 32 | 16 | 16 | 2452 | 2416 |
| 8   | Iurbentia Bilbao Basket  | 32 | 15 | 17 | 2451 | 2492 |
| 9   | Alta Gestión Fuenlabrada | 32 | 15 | 17 | 2669 | 2639 |
| 10  | Ricoh Manresa            | 32 | 14 | 18 | 2382 | 2503 |
| 11  | CB Granada               | 32 | 12 | 20 | 2369 | 2516 |
| 12  | Bruesa GBC               | 32 | 11 | 21 | 2448 | 2589 |
| 13  | MMT Estudiantes          | 32 | 11 | 21 | 2473 | 2586 |
| 14  | Cajasol Sevilla          | 32 | 10 | 22 | 2429 | 2641 |
| 15  | CB Murcia                | 32 | 9  | 23 | 2347 | 2636 |
| 16  | ViveMenorca              | 32 | 8  | 24 | 2281 | 2481 |
| 17  | CAI Zaragoza             | 32 | 8  | 24 | 2383 | 2615 |

|  | Campeón, Euroliga              |
|  | Clasificados para la Euroliga  |
|  | Clasificados para la Copa ULEB |
|  | Descienden a Liga LEB          |

J = Partidos Jugados; G = Partidos Ganados; P = Partidos perdidos; PF = Puntos a favor; PC = Puntos en contra

## Play Off por el título
|  | Cuartos de final                         | Cuartos de final                         |                      |                      | Semifinales                                      | Semifinales                                      |  |                | Final                                     | Final                                     |  |
|  | 16 - 24 de mayo - al mejor de 3 partidos | 16 - 24 de mayo - al mejor de 3 partidos |                      |                      | 30 de mayo - 7 de junio - al mejor de 3 partidos | 30 de mayo - 7 de junio - al mejor de 3 partidos |  |                | 11 - 20 de junio - al mejor de 5 partidos | 11 - 20 de junio - al mejor de 5 partidos |  |
|  |                                          |                                          |                      |                      |                                                  |                                                  |  |                |                                           |                                           |  |
|  |                                          |                                          |                      |                      |                                                  |                                                  |  |                |                                           |                                           |  |
|  | 1 TAU Cerámica                           | 2                                        |                      |                      |                                                  |                                                  |  |                |                                           |                                           |  |
|  | 1 TAU Cerámica                           | 2                                        |                      |                      |                                                  |                                                  |  |                |                                           |                                           |  |
|  | 8 Iurbentia Bilbao Basket                | 0                                        |                      |                      |                                                  |                                                  |  |                |                                           |                                           |  |
|  | 8 Iurbentia Bilbao Basket                | 0                                        |                      | 1 TAU Cerámica       | 2                                                |                                                  |  |                |                                           |                                           |  |
|  |                                          |                                          |                      | 1 TAU Cerámica       | 2                                                |                                                  |  |                |                                           |                                           |  |
|  |                                          |                                          | 4 Real Madrid CF     | 1                    |                                                  |                                                  |  |                |                                           |                                           |  |
|  | 4 Real Madrid CF                         | 2                                        | 4 Real Madrid CF     | 1                    |                                                  |                                                  |  |                |                                           |                                           |  |
|  | 4 Real Madrid CF                         | 2                                        |                      |                      |                                                  |                                                  |  |                |                                           |                                           |  |
|  | 5 DKV Joventut                           | 1                                        |                      |                      |                                                  |                                                  |  |                |                                           |                                           |  |
|  | 5 DKV Joventut                           | 1                                        |                      |                      |                                                  |                                                  |  | 1 TAU Cerámica | 1                                         |                                           |  |
|  |                                          |                                          |                      |                      |                                                  |                                                  |  | 1 TAU Cerámica | 1                                         |                                           |  |
|  |                                          |                                          | 2 Regal FC Barcelona | 3                    |                                                  |                                                  |  |                |                                           |                                           |  |
|  | 3 Unicaja Málaga                         | 2                                        | 2 Regal FC Barcelona | 3                    |                                                  |                                                  |  |                |                                           |                                           |  |
|  | 3 Unicaja Málaga                         | 2                                        |                      |                      |                                                  |                                                  |  |                |                                           |                                           |  |
|  | 6 Kalise Gran Canaria                    | 1                                        |                      |                      |                                                  |                                                  |  |                |                                           |                                           |  |
|  | 6 Kalise Gran Canaria                    | 1                                        |                      | 2 Regal FC Barcelona | 2                                                |                                                  |  |                |                                           |                                           |  |
|  |                                          |                                          |                      | 2 Regal FC Barcelona | 2                                                |                                                  |  |                |                                           |                                           |  |
|  |                                          |                                          | 3 Unicaja Málaga     | 1                    |                                                  |                                                  |  |                |                                           |                                           |  |
|  | 2 Regal FC Barcelona                     | 2                                        | 3 Unicaja Málaga     | 1                    |                                                  |                                                  |  |                |                                           |                                           |  |
|  | 2 Regal FC Barcelona                     | 2                                        |                      |                      |                                                  |                                                  |  |                |                                           |                                           |  |
|  | 7 Pamesa Valencia                        | 0                                        |                      |                      |                                                  |                                                  |  |                |                                           |                                           |  |
|  | 7 Pamesa Valencia                        | 0                                        |                      |                      |                                                  |                                                  |  |                |                                           |                                           |  |
|  |                                          |                                          |                      |                      |                                                  |                                                  |  |                |                                           |                                           |  |

| Campeón de la Liga ACB 2008-09          |
| --------------------------------------- |
| Regal FC Barcelona Décimo quinto título |

## Nominaciones

### Quinteto ideal de la temporada
| Posición  | Jugador             | Equipo             |
| --------- | ------------------- | ------------------ |
| Base      | Pablo Prigioni      | TAU Cerámica       |
| Escolta   | Igor Rakočević      | TAU Cerámica       |
| Escolta   | Juan Carlos Navarro | Regal FC Barcelona |
| Ala-pívot | Fran Vázquez        | Regal FC Barcelona |
| Pívot     | Felipe Reyes        | Real Madrid CF     |

|  | MVP de la temporada |

### MVPde la final
| Posición | Jugador             | Equipo             |
| -------- | ------------------- | ------------------ |
| Escolta  | Juan Carlos Navarro | Regal FC Barcelona |

### Jugador revelación de la temporada
| Posición | Jugador     | Equipo                   |
| -------- | ----------- | ------------------------ |
| Escolta  | Brad Oleson | Alta Gestión Fuenlabrada |

### Mejor entrenador
| Entrenador     | Equipo       |
| -------------- | ------------ |
| Duško Ivanović | TAU Cerámica |

### Jugador de la jornada
| Jornada | Jugador          | Equipo                   | Valoración |
| ------- | ---------------- | ------------------------ | ---------- |
| 1       | Saúl Blanco      | Alta Gestión Fuenlabrada | 33         |
| 2       | Brad Oleson      | Alta Gestión Fuenlabrada | 39         |
| 3       | Felipe Reyes     | Real Madrid CF           | 40         |
| 4       | Andrea Pecile    | Cajasol Sevilla          | 26         |
| 5       | Felipe Reyes     | Real Madrid CF           | 34         |
| 6       | Tom Wideman      | MMT Estudiantes          | 29         |
| 7       | Chris Thomas     | CB Murcia                | 32         |
| 8       | Marcus Haislip   | Unicaja Málaga           | 31         |
| 9       | Igor Rakočević   | TAU Cerámica             | 33         |
| 10      | Igor Rakočević   | TAU Cerámica             | 32         |
| 11      | Saúl Blanco      | Alta Gestión Fuenlabrada | 33         |
| 11      | Tiago Splitter   | TAU Cerámica             | 33         |
| 12      | Pooh Jeter       | ViveMenorca              | 31         |
| 13      | Curtis Borchardt | CB Granada               | 35         |
| 14      | Curtis Borchardt | CB Granada               | 41         |
| 15      | Felipe Reyes     | Real Madrid CF           | 32         |
| 15      | Fran Vázquez     | Regal FC Barcelona       | 32         |
| 16      | Carl English     | Kalise Gran Canaria      | 37         |
| 17      | Paolo Quinteros  | CAI Zaragoza             | 33         |
| 18      | Curtis Borchardt | CB Granada               | 32         |
| 18      | Brad Oleson      | Alta Gestión Fuenlabrada | 32         |
| 19      | Tiago Splitter   | TAU Cerámica             | 36         |
| 20      | Igor Rakočević   | TAU Cerámica             | 39         |
| 21      | Curtis Borchardt | CB Granada               | 41         |
| 22      | Pete Mickeal     | TAU Cerámica             | 28         |
| 23      | Marcus Haislip   | Unicaja Málaga           | 33         |
| 23      | Brad Oleson      | Alta Gestión Fuenlabrada | 33         |
| 24      | Lamont Barnes    | CB Murcia                | 31         |
| 25      | Axel Hervelle    | Real Madrid CF           | 36         |
| 26      | Fran Vázquez     | Regal FC Barcelona       | 36         |
| 27      | Fran Vázquez     | Regal FC Barcelona       | 45         |
| 28      | Clay Tucker      | Cajasol Sevilla          | 39         |
| 29      | Felipe Reyes     | Real Madrid CF           | 34         |
| 30      | Boniface N'Dong  | Unicaja Málaga           | 31         |
| 31      | Jimmie Hunter    | CB Granada               | 34         |
| 32      | Jimmie Hunter    | CB Granada               | 32         |
| 33      | Jérôme Moïso     | DKV Joventut Badalona    | 38         |
| 34      | Guillem Rubio    | Ricoh Manresa            | 35         |

### Jugador del mes
| Mes       | Jornadas | Jugador          | Equipo                   | Valoración |
| --------- | -------- | ---------------- | ------------------------ | ---------- |
| Octubre   | 1-6      | Felipe Reyes     | Real Madrid CF           | 30,8       |
| Noviembre | 7-11     | Igor Rakočević   | TAU Cerámica             | 26,2       |
| Diciembre | 12-15    | Curtis Borchardt | CB Granada               | 34,3       |
| Enero     | 16-21    | Carl English     | Kalise Gran Canaria      | 24,2       |
| Febrero   | 22-24    | Brad Oleson      | Alta Gestión Fuenlabrada | 30,5       |
| Marzo     | 25-28    | Fran Vázquez     | Regal FC Barcelona       | 28,8       |
| Abril     | 29-33    | Jimmie Hunter    | CB Granada               | 21,2       |

## Estadísticas

### Estadísticas individuales de liga regular
| Categoría                  | Jugador          | Equipo                | Media  | Partidos | Total   |
| -------------------------- | ---------------- | --------------------- | ------ | -------- | ------- |
| Valoración                 | Felipe Reyes     | Real Madrid CF        | 22,73  | 30       | 682     |
| Puntos por partido         | Igor Rakočević   | TAU Cerámica          | 19,81  | 32       | 634     |
| Rebotes por partido        | Curtis Borchardt | CB Granada            | 9,88   | 26       | 257     |
| Asistencias por partido    | Ricky Rubio      | DKV Joventut Badalona | 6,14   | 22       | 135     |
| Tapones por partido        | Fran Vázquez     | Regal FC Barcelona    | 1,65   | 31       | 51      |
| Recuperaciones por partido | Ricky Rubio      | DKV Joventut Badalona | 2,18   | 22       | 48      |
| Mates por partido          | Fran Vázquez     | Regal FC Barcelona    | 2,65   | 31       | 82      |
| Porcentaje de tiros libres | Chris Thomas     | CB Murcia             | 94,62% | 31       | 88/93   |
| Porcentaje de tiros de 2   | Fran Vázquez     | Regal FC Barcelona    | 71,29% | 31       | 144/202 |
| Porcentaje de Tiros de 3   | Pedro Robles     | CB Murcia             | 48,28% | 32       | 42/87   |
| Pérdidas                   | Javi Rodríguez   | Ricoh Manresa         | 3,54   | 28       | 99      |

## Datos de los clubes
| Equipo                   | Entrenador          | Ciudad        | Pabellón                      |
| ------------------------ | ------------------- | ------------- | ----------------------------- |
| Alta Gestión Fuenlabrada | Luis Guil           | Fuenlabrada   | Pabellón Fernando Martín      |
| Bruesa GBC               | Pablo Laso          | San Sebastián | Plaza de Toros de Illumbe     |
| CAI Zaragoza             | Alberto Angulo      | Zaragoza      | Pabellón Príncipe Felipe      |
| Cajasol Sevilla          | Pedro Martínez      | Sevilla       | Palacio de Deportes San Pablo |
| CB Granada               | Trifón Poch         | Granada       | Municipal de Granada          |
| CB Murcia                | Manolo Hussein      | Murcia        | Palacio de Deportes de Murcia |
| DKV Joventut Badalona    | Sito Alonso         | Badalona      | Pabellón Olímpico de Badalona |
| Iurbentia Bilbao Basket  | Txus Vidorreta      | Bilbao        | La Casilla                    |
| Kalise Gran Canaria      | Salva Maldonado     | Las Palmas    | Centro Insular de Deportes    |
| MMT Estudiantes          | Luis Casimiro       | Madrid        | Madrid Arena                  |
| Pamesa Valencia          | Neven Spahija       | Valencia      | Pabellón Fuente de San Luis   |
| Real Madrid CF           | Joan Plaza          | Madrid        | Palacio de Vistalegre         |
| Regal FC Barcelona       | Xavier Pascual      | Barcelona     | Palau Blaugrana               |
| Ricoh Manresa            | Jaume Ponsarnau     | Manresa       | Nou Congost                   |
| TAU Cerámica             | Duško Ivanović      | Vitoria       | Fernando Buesa Arena          |
| Unicaja Málaga           | Aíto García Reneses | Málaga        | José María Martín Carpena     |
| ViveMenorca              | Javier Imbroda      | Mahón         | Pabellón Menorca              |

### Cambios de entrenador
| Club            | Destituido       | Fecha de relevo         | Contratado     |
| --------------- | ---------------- | ----------------------- | -------------- |
| Pamesa Valencia | Fotis Katsikaris | 3 de noviembre de 2008  | Neven Spahija  |
| Cajasol Sevilla | Manel Comas      | 20 de noviembre de 2008 | Pedro Martínez |
| CAI Zaragoza    | Curro Segura     | 24 de enero de 2009     | Alberto Angulo |
| ViveMenorca     | Ricard Casas     | 3 de febrero de 2009    | Javier Imbroda |

### Equipos por comunidades autónomas
| Comunidad autónoma   | N.º | Equipos                                                    |
| -------------------- | --- | ---------------------------------------------------------- |
| Andalucía            | 3   | Cajasol Sevilla, CB Granada y Unicaja Málaga               |
| Cataluña             | 3   | DKV Joventut Badalona, Regal FC Barcelona y Ricoh Manresa  |
| Comunidad de Madrid  | 3   | Alta Gestión Fuenlabrada, MMT Estudiantes y Real Madrid CF |
| País Vasco           | 3   | Bruesa GBC, Iurbentia Bilbao Basket y TAU Cerámica         |
| Aragón               | 1   | CAI Zaragoza                                               |
| Comunidad Valenciana | 1   | Pamesa Valencia                                            |
| Islas Baleares       | 1   | ViveMenorca                                                |
| Islas Canarias       | 1   | Kalise Gran Canaria                                        |
| Región de Murcia     | 1   | CB Murcia                                                  |